# وجيه بدرخان
وجيه بدرخان هو موسيقي فلسطيني ولد بيافا في 15 تشرين الثاني 1925، عمل بإذاعة الشرق الأدنى، ثم انتقل مع اخيه المخرج صلاح الدين بدرخان إلى القاهرة، وهناك لعب بطولة فيلم «حلم ليلة» من إخراج شقيقه صلاح. وبعد نكبة 1948 استقر في القاهرة.
عمل بالتلحين ولحن للعديد من المطربين المصريين ولحن العديد من أناشيد الثورة الفلسطينية وعمل مديرا لصوت فلسطين من إذاعة صوت العرب التي كانت تبث من القاهرة.
راس اتحاد الفنانين الفلسطينيين بالقاهرة حتى وفاته في 29 آب 2000، ابنه محمد يغني ويلحن.

## وصلات خارجية
- وجيه بدرخان على موقع قاعدة بيانات الأفلام العربية